# 北海道道26号帯広停車場線
北海道道26号帯広停車場線（ほっかいどうどう26ごう おびひろていしゃじょうせん）は、北海道帯広市内を通る道道（主要地方道）である。

## 概要
全区間で国道236号と並行する。

### 路線データ
- 起点：北海道帯広市西2条南11丁目（JR 根室本線 帯広駅）
- 終点：北海道帯広市西2条北1丁目（国道38号交点）
- 総延長：1.416 km[1]
- 実延長：1.402 km[1]
- 重用延長：0.014 km[1]

## 歴史
- 1954年（昭和29年）3月30日 - 47号として路線認定[2]。
- 1993年（平成5年）5月11日 - 建設省から、道道帯広停車場線が帯広停車場線として主要地方道に指定される[3]。
- 1994年（平成6年）10月1日 - 路線番号を26号に変更[4]。

## 地理

### 通過する自治体
- 十勝総合振興局
  - 帯広市

### 交差する道路
帯広市
- 北海道道216号八千代帯広線 - 西2条南7丁目
- 国道38号 - 西2条北1丁目（終点）

### 沿線にある施設など
帯広市
- JR 根室本線 帯広駅 - 西2条南11丁目
- みずほ銀行帯広支店 - 西2条南10丁目17-1
- 北海道放送帯広放送局 - 西2条南10丁目11-3
- ドーミーイン帯広 - 西2条南9丁目11-1
- 六花亭帯広本店 - 西2条南9丁目6
- 北見信用金庫帯広支店 - 西2条南7丁目2-1